# I Zbór Kościoła Adwentystów Dnia Siódmego w Bielsku-Białej
Pierwszy Zbór Kościoła Adwentystów Dnia Siódmego w Bielsku-Białej – jeden z dwóch zborów adwentystycznych w Bielsku-Białej (obok drugiego), należący do okręgu południowego diecezji południowej Kościoła Adwentystów Dnia Siódmego w RP.
Pierwszy bielski zbór adwentystyczny został założony w 1906 r.
Pastorem zboru jest kazn. Ryszard Jankowski. Nabożeństwa odbywają się w kaplicy przy ul. Kochanowskiego 2 każdej soboty o godz. 9.30.